# Magyarországi Cigánypárt
A Magyarországi Cigánypárt (MCP) 2013-ban megalakított magyarországi párt volt. Vezetője Horváth József, listavezetője Horváth Aladár volt SZDSZ-es politikus. Céljuk, hogy megvédjék a kisebbségi cigányokat. A 2014-es országgyűlési választáson egyike volt annak a 18 pártnak, amely országos listát tudott állítani, de mandátumot nem szerzett. A párt a választási kudarc után gyakorlatilag megszűnt. A párt a 2018-as magyarországi országgyűlési választáson is indult, de még a korábbiaknál is alacsonyabb eredményt ért el. A párt 2019-ben felszámolás alá került, ami 2021-ben fejeződött be, ekkor törölték végleg a nyilvántartásból.

## A programjuk
Programjukban elítélik a rasszizmust és nagyobb jogvédelmet szeretnének a cigányságnak.
Idézet az eredeti program szövegéből! 
"A Cigánypárt nemet mond a munkaalapú társadalom antihumánus, burkoltan rasszista, ostoba és rosszindulatú hívószavára.
Küzdeni fogunk az olyan felfogással szemben, hogy pl. szociális ellátáshoz, elemi segélyhez csak feltétellel (az államilag szervezett közmunkába való kényszerű bekapcsolódással) lehessen hozzájutni.
Közkegyelmet a cigány politikai foglyoknak, kárpótlást az áldozatoknak!
A Cigánypárt közkegyelmet követel az elmúlt két évben gyalogosan, vagy kerékpárral közlekedésében akadályozott, és szabálysértési eljárásban pénzbüntetésre ítélt cigány nemzetiségű magyar állampolgárok számára!
A Cigánypárt jogi, erkölcsi és anyagi kárpótlást követel a sorozatgyilkosságok alatt neonácikkal szemben fellépő, magyarellenességgel vádolt és jogtalanul bebörtönzött cigány emberek számára!
A rasszista rendőrök kiszűrése érdekében a rendőrtiszti főiskolára jelentkezők tesztelésére teszünk javaslatot. 
Földosztást a cigányoknak, a nincsteleneknek!
Otthont a Hazában! Lakhatáshoz való jogot!"

## Választási eredmények

### Magyar országgyűlésiválasztások
| Választás | Szavazatok száma | Szavazatok aránya | Mandátumok száma | Mandátumok aránya | Parlamenti szerepe |
| --------- | ---------------- | ----------------- | ---------------- | ----------------- | ------------------ |
| 2014-es   | 8810             | 0,18%             | –                | –                 | nem jutott be      |
| 2018-as   | 4109             | 0,07%             | –                | –                 | nem jutott be      |